# Таємний скандал
«„Таємний скандал“„ (італ. «Scandalo segreto») — італійський драматичний кінофільм, що вийшов 2 квітня 1990 року. У фільмі Моніка Вітті виступила як режисер, сценарист і зіграла головну роль. Це останній фільм у кінокар'єрі Моніки Вітті. Фільм отримав дві премії “Золотий глобус» і нагороду «Давид ді Донателло».

## Сюжет
У свій день народження, Маргеріта отримує відеокамеру від приятеля, який є режисером. Вона вирішує використовувати пристрій, щоб вести щоденник свого життя. Одного разу Маргеріта випадково залишила камеру в режимі автоматичного знімання в спальні. В результаті камера зафіксувала сцену зради чоловіка Маргеріти — Паоло з її найкращою подругою. Після цього слідує розлучення подружньої пари, що викликало у Маргеріти депресію зі спробою суїциду. Її приятель, режисер, що дав камеру, вивчає плівку, і робить висновок, що це цікавий матеріал для фактичного фільму.

## У ролях
- Моніка Вітті — Маргеріта
- Катрін Спаак — Лаура
- Джино Перніче — Паоло Мореллі
- Елліотт Ґулд — Тоні, режисер

## Знімальна група
- Режисер — Моніка Вітті
- Сценарій — Джанфранко Клерічі, Роберто Руссо, Моніка Вітті
- Продюсер — Роберто Руссо
- Оператор — Луїджі Квейлер
- Дизайнер — Лучана Марінуччі
- Монтаж — Альберто Галлітті